# Ère Einin

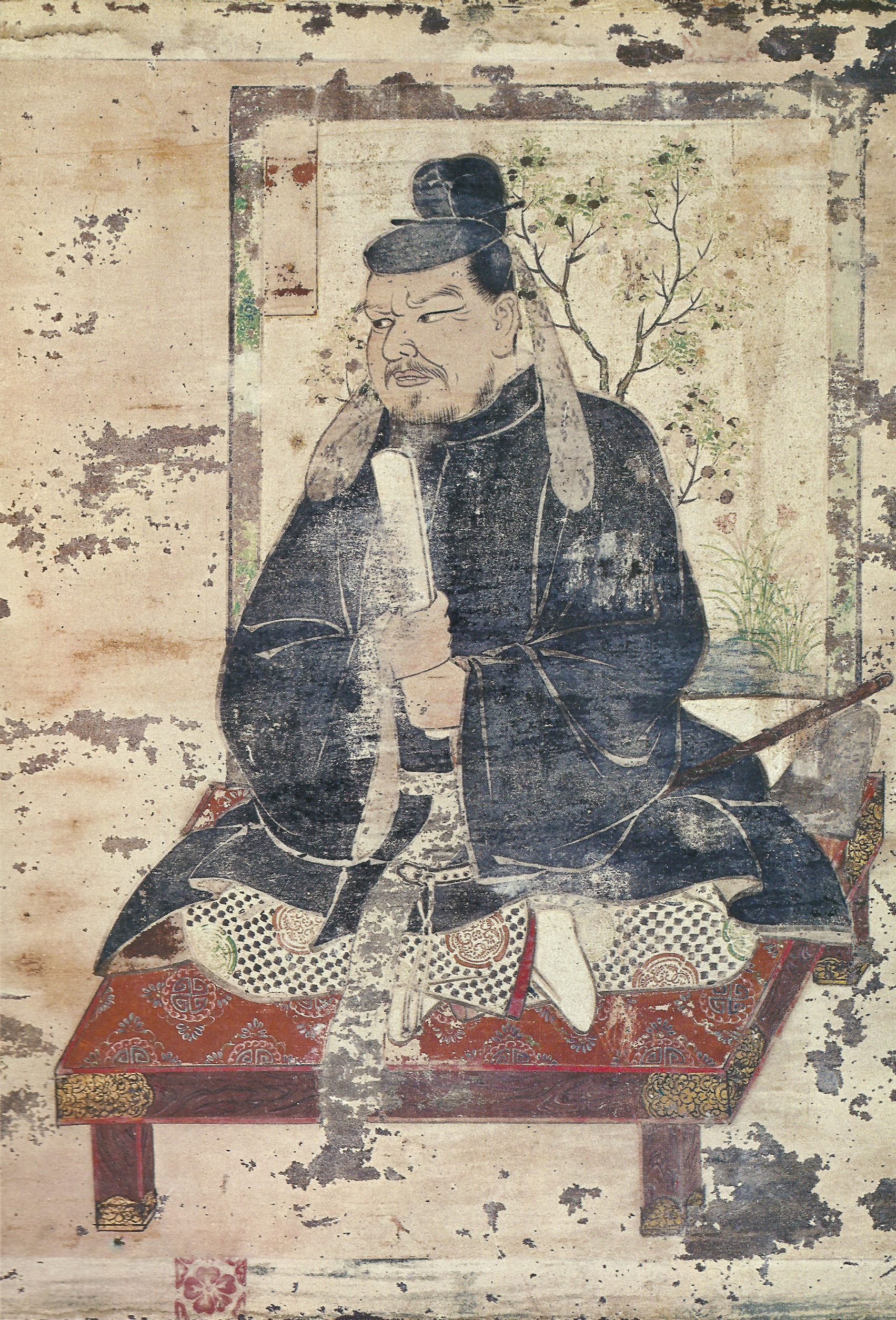
Portrait de Hachiman, 1295

L'ère Einin (永仁) est une des ères du Japon (年号, nengō, lit. « nom de l'année ») après l'ère Shōō et avant l'ère Shōan. Cette ère couvre la période allant du mois d'août 1293 au mois d'avril 1299. Les empereurs régnants sont Fushimi-tennō (伏見天皇) et Go-Fushimi-tennō (後伏見天皇).

## Changement d'ère
- 1298 Einin gannen (永仁元年?) : Le nom de la nouvelle ère est créé pour marquer un événement ou une série d'événements. L'ère précédente se termine là où commence la nouvelle, en Shō'ō 6.

## Événements de l'ère Einin
- 1298 (Einin 6, 7e mois) : Durant la onzième année du règne de Fushimi-tennō (伏見天皇11年), l'empereur abdique et la succession (senso) est reçue par son fils[3].
- 1299 (Einin 7) : L'empereur Go-Fushimi est déclaré avoir accédé au trône (sokui) et le nengō est changé en Shōan pour marquer le commencement du règne du nouvel empereur[4].
- 1299 (Einin 7) : la huitième rectrice du couvent du temple Hokke-ji meurt[5].

| Eimin     | 1re  | 2e   | 3e   | 4e   | 5e   | 6e   | 7e   |  |
| Grégorien | 1293 | 1294 | 1295 | 1296 | 1297 | 1298 | 1299 |  |